# Stazione di Londonderry
La stazione di Derry~Londonderry (in inglese britannico Derry~Londonderry railway station), conosciuta anche come Waterside railway station (precedentemente nota come stazione di Londonderry), è una stazione ferroviaria che fornisce servizio a Derry, contea di Derry, Irlanda del Nord. Attualmente l'unica linea che vi passa è la Belfast-Derry. La stazione è utilizzata dalla maggior parte dei residenti delle contee di Londonderry, Tyrone e Donegal.

## Storia

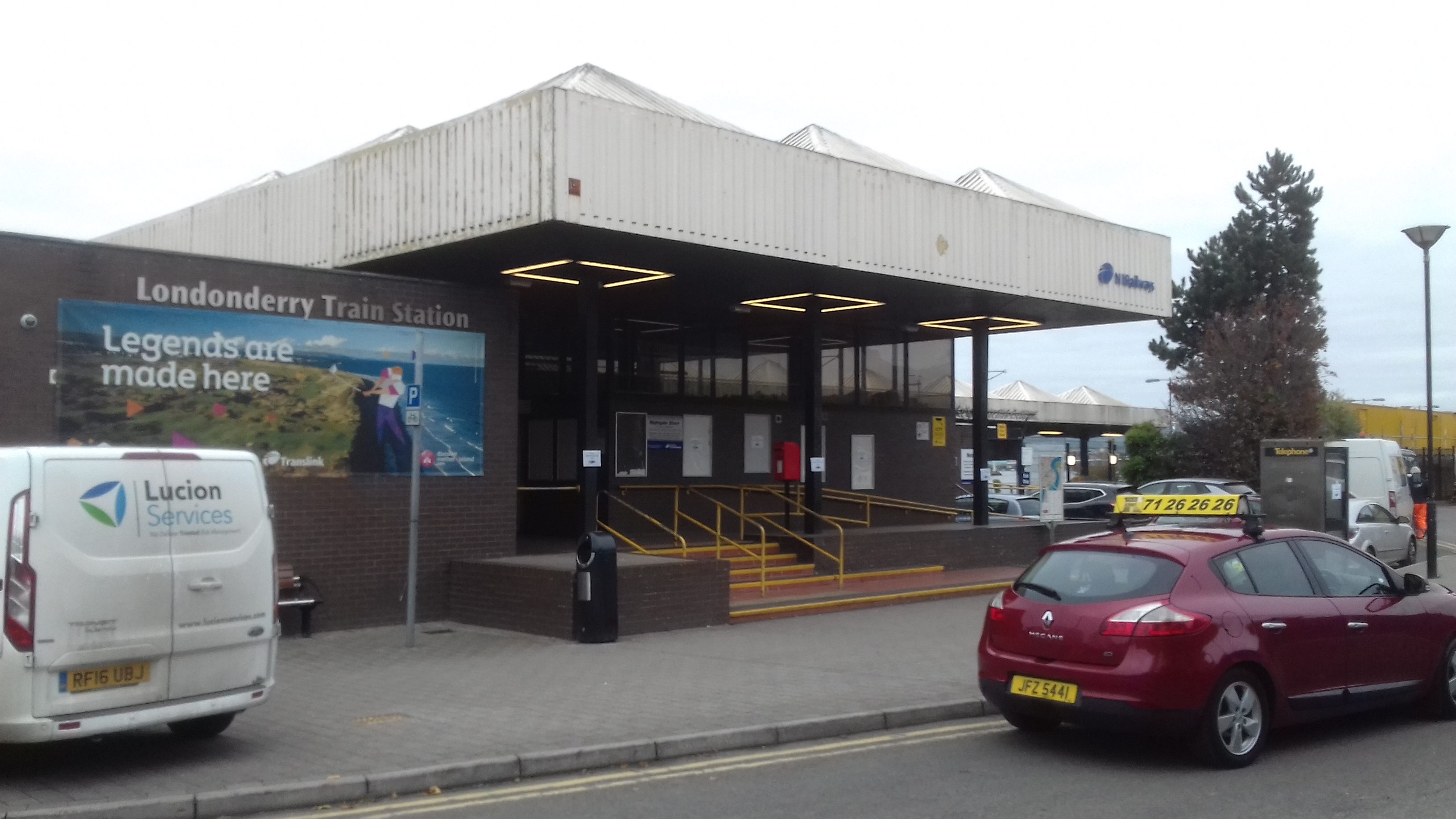
La stazione utilizzata dal 1980 al 2019 oggi demolita.

La stazione venne inaugurate il 29 dicembre 1852 venne ricostruito nel 1874 dalla Northern Counties Railway. La stazione è stata danneggiata in due attacchi terroristici nel 1970 a causa di questi eventi venne chiusa il 24 febbraio 1980. Fu sostituita da un edificio più grande realizzato nel 1980 venne dismessa l'8 ottobre 2019 per consentire il completamento dei lavori di ripristino della stazione ottocentesca, la riapertura avvenne 21 ottobre 2019, la stazione del 1980 venne demolita il 5-6 dicembre 2019.

## Servizi
- Biglietteria a sportello
- Biglietteria automatica
- Servizi igienici

## Interscambi
- Fermata autobus